# Hypolimnas alimena
Hypolimnas alimena is een vlinder uit de familie Nymphalidae. De wetenschappelijke naam van de soort is gepubliceerd in 1758 door Carl Linnaeus in de tiende editie van Systema naturae.